# هتینگ
هتینگ (به آلمانی: Hatting) یک منطقهٔ مسکونی در اتریش است که در اینسبروک لند واقع شده‌است. هتینگ ۷٫۰۷ کیلومتر مربع مساحت دارد ۶۱۶ متر بالاتر از سطح دریا واقع شده‌است.